# Rio de Janeiro (vattendrag i Brasilien, Bahia)
Rio de Janeiro är ett vattendrag i Brasilien.   Det ligger i delstaten Bahia, i den östra delen av landet, 500 km nordost om huvudstaden Brasília.
Omgivningarna runt Rio de Janeiro är huvudsakligen savann. Runt Rio de Janeiro är det glesbefolkat, med 11 invånare per kvadratkilometer.